# Volvo 7000A
Volvo 7000A – niskopodłogowy autobus miejski, produkowany w latach 1998-2003 przez Szwecja|szwedzką firmę Volvo. Model ten powstawał również w latach 1999-2003 w fabryce firmy Volvo Polska we Wrocławiu.

## Historia modelu
Litera "A" w nazwie oznacza Articulated. Produkcja rozpoczęła się w 1998 roku w Finlandii w zakładach firmy nadwoziowej "Carrus Oy", która 1 stycznia tego roku została przejęta przez Volvo Bus Corporation. Od 1999 roku model ten był również produkowany w fabryce firmy Volvo Polska we Wrocławiu. W obu zakładach wytwarzano także krótsze wersje Volvo 7000 o długości 12 metrów. Stosowano silniki Volvo D7C mocy maksymalnej: 250 KM, i 275 KM. Według różnych źródeł miały one pojemność 6728 cm³ lub 7,3 dm³.